# Revit
Autodesk Revit è un programma CAD e BIM per sistemi operativi Windows, creato dalla Revit Technologies Inc. e comprato nel 2002 dalla Autodesk per 133 milioni di dollari, che consente la progettazione con elementi di modellazione parametrica e di disegno.
Nel corso della sua storia ha subito profondi cambiamenti e miglioramenti. Prima di tutto, esso è stato modificato per poter supportare in maniera nativa i formati DWG, DXF e DWF. Inoltre, è stato migliorato in termini di velocità ed accuratezza di esecuzione dei rendering. A tal fine, nel 2008 il motore di rendering esistente, AccuRender, è stato sostituito con Mental Ray.
Tramite la parametrizzazione e la tecnologia 3D nativa è possibile impostare la concettualizzazione di architetture e forme tridimensionali. Questo nuovo paradigma comporta una rivoluzione nella percezione progettuale, poiché questa si sostanzia in termini non più cartesiani ma spaziali, con i vantaggi che questa può apportare alla progettazione.
Revit permette, inoltre, l'integrazione in un unico modello di tutte le informazioni utili in ogni fase del processo architettonico; è quindi possibile tenere insieme documentazione e disegno, aspetto questo che semplifica la gestione dell'intero iter progettuale, dalla sua ideazione alla realizzazione e gestione.
Revit, come programma BIM, è da intendersi come un approccio più vicino alla realtà percepita dagli esseri umani.
Uno dei punti di forza di Revit è quello di poter generare con estrema facilità viste prospettiche o assonometriche, che richiederebbero notevoli sforzi nel disegno manuale; un esempio è la creazione di spaccati prospettici ombreggiati.
Altra caratteristica di estrema importanza è quello di costruire il modello utilizzando elementi costruttivi, mentre in altri software analoghi la creazione delle forme è svincolata dalla funzione costruttiva e strutturale.
Elemento portante di Revit è lo sfruttamento della "quarta dimensione", cioè il tempo. Si possono infatti impostare le fasi temporali: ad esempio, Stato di Fatto e Stato di Progetto. Ogni elemento del modello può essere creato in una fase e demolito in un'altra, avendo poi la possibilità di creare viste di raffronto con le opportune evidenziazioni: "Gialli e Rossi".
I punti deboli del programma sono rappresentati, invece, dall'interfaccia talvolta poco intuitiva, dalla qualità dei rendering, che, pur utilizzando il motore "radiosity", non è paragonabile a quella ottenibile con software di rendering dedicati, infine il programma limita la progettazione alle strutture "edili" mentre non è predisposto per l'ingegneria civile (strade e infrastrutture in generale). Per questo motivo Autodesk commercializza software BIM specifici come Civil 3D.

## Linee di prodotto Revit
Autodesk ha sviluppato tre versioni di Revit per differenti discipline di progettazione edilizia:
- Revit Architecture, per architetti e progettisti edilizi (precedentemente Revit Building)
- Revit Structure, per ingegneri strutturali
- Revit MEP, per ingegneri meccanici, elettrici e termotecnici (precedentemente Revit Systems)

Oggi le tre versioni sono accorpate in un unico programma, che contiene i tre moduli e un modulo di analisi.

## Novità introdotte
Con l'intento di rendere Revit più rispondente alle esigenze di mercato, in fase di modellazione è stato introdotto lo strumento della Massa Concettuale, che meglio assiste il progettista nel percorso della definizione dell'idea nel progetto.